# 라자로 징후
라자로 징후(Lazarus sign)는 뇌사로 인정된 환자가 산소 호흡기를 떼는 순간 스스로 손이나 다리를 움직이는 현상이다. 뇌사 관련 반사 및 자동 반응을 말한다. 1984년 앨런 로퍼(Alan Ropper)가 뇌 신경 과학 잡지 《뉴롤로지(Neurology)》에 사례를 보고할 때, 라자로 징후란 이름을 붙였다. 이 이름은 기독교 신약성서에서 예수가 소생시킨 유대인 라자로에 유래한다. 라자로 증후군(Lazarus syndrome)과 이름이 비슷하여 혼동될 수 있으나 다른 현상이다. 

## 원인
로퍼는 이것을 저산소에 의한 척수반사(척추자동반사)라고 설명했다. 죽음 직전에 뇌의 통제에서 풀려난 척수의 신경 작용인 반사호(reflex arc), 척수 신경 회로에 남아 있던 잔여 신호가 손이나 팔다리를 움직이게 하는 것이다. 척수 활동으로 인한 몸의 움직임은 뇌사자 중 최대 3분의 1에서 발견된다.

## 동작
- 동체나 팔, 다리 등에 소름을 볼 수 있다.
- 팔이 부상해 경직된다.
- 등이 젖혀진다.
- 최대 30초 동안 포옹한다.
- 몸을 20센티미터 정도 급격히 움직인다.
- 양팔을 대칭적으로 움직인다.

등이 보고된다.

## 논의
- 로퍼는 "뇌사 환자의 인공 호흡기를 최종적으로 뗄 때, 가족 등의 친지들이 병실에서 떠나 있게 하는 게 바람직하다."라고 말했다. 뇌사 환자의 가족이나 친지에 대한 사전 동의를 얼마나 완수하는가에 대해서는 주의하고 생각할 필요가 있다.

## 같이 보기
- 라자루스 증후군